# La loba herida
La loba herida es una telenovela coproducida entre Venezuela por la productora Marte Televisión y transmitida por Venevisión en el año 1992.
Está protagonizada por Mariela Alcalá y Carlos Montilla, con la participación antagónica de Julie Restifo, Javier Vidal y Luis Fernández, así como la actuación estelar de Astrid Carolina Herrera.

## Sinopsis
La telenovela La loba herida transcurre en una Venezuela apasionada, donde la joven Roxana Soler crece convirtiéndose en una bella mujer, cuya vida estará llena de aventuras y tragedias.
La historia se desarrolla entre pasión, avaricia, engaños, complots y muerte. Cuando su tío intenta violarla teniendo ella sólo 17 años, Roxana misteriosamente busca refugio en los brazos del insípido Martín Guzmán. Pero Martín es también el amante de la acaudalada mujer de negocios Eva Rudell, quien intenta matar a Roxana.
Aunque Roxana escapa de la terrible venganza de Eva, sus vidas se ven entrelazadas para siempre. Daniel y Macuto Algarbe, dos guapos hermanos, también cambian la vida de Roxana, uno de ellos casándose con ella, y el otro por ser su verdadero amor. Pero ellos, igualmente, se convierten en víctimas de los planes de Eva. En un ambiente de crimen y aires revolucionarios, Roxana lucha por escapar del historial sangriento de venganza y violencia de Eva.
La loba herida no es sólo una historia de emociones y dolorosas realidades, es el drama de lucha de una mujer, que hace lo que su corazón le dicta, no importando las consecuencias que esto traiga.

## Elenco
- Mariela Alcalá - Roxana Soler
- Astrid Carolina Herrera - Isabel Campos / Álvaro Castillo / Lucero Gitano
- Carlos Montilla - Macuto Algarbe / Macuto Guzmán Rudell
- Julie Restifo - Eva Rudell de Castillo
- Elba Escobar - Franca Algarbe
- Javier Vidal - Martín Guzmán / Fernando del Paso
- Astrid Gruber - Ámbar Castillo
- Inés María Calero - Muñeca Sulbaran
- Luis Fernández - Daniel Algarbe
- Juan Carlos Gardié - Antonio Casanova
- Carolina Groppuso - Zuleima Camacho (La Grilla)
- Alma Ingianni † - Carmela Campos / Constanza Ira
- Olimpia Maldonado † - Julieta Sulbaran
- Yajaira Paredes - Gloria
- Alberto Sunshine - Gustavo Sulbaran
- Gladys Cáceres - Érika Rudell
- Betty Ruth - Doña Rocío
- Martín Lantigua † - Armando Castillo
- Jesús Nebot - Joaquín Sotomayor
- María Elena Flores † - Doña Paca
- María Antonia Martín Alarcón - Macarena
- Alexander Montilla - Guillermo Sulbaran
- Johnny Nessy - Saúl (El Burro)
- Marcelo Dos Santos - Marcelo Galán
- Rodolfo Drago - Elias
- Oswaldo Mago
- Isabel Padilla
- Pedro Rentería † - Marino Lobo
- José Ángel Ávila - Rodas Rudo
- Xavier Bracho - Patarepa
- Vilma Ramia - Argelia
- Indira Leal - Nelida
- María Medina
- Saúl Marín - Miguel
- Yoletty Cabrera - Odalys
- Jorge Aravena - Cabrerita
- Jesús Seijas
- Deises Heras
- Oscar Abad - Pajarito
- Luis D. Zapata
- Virginia García
- Ricardo Álamo - Carlitos Sulbaran
- José L. González
- José Luis García
- Gabriela Spanic - Meche

## Premios y nominaciones
- TP de oro 1992 - Mejor telenovela

## Versión
- En el 2005, México realizó una versión de esta historia bajo el título Contra viento y marea protagonizada por Marlene Favela, Sebastián Rulli y Kika Edgar que contó con la producción de Nicandro Díaz para Televisa.